# Johannes Pujasumarta

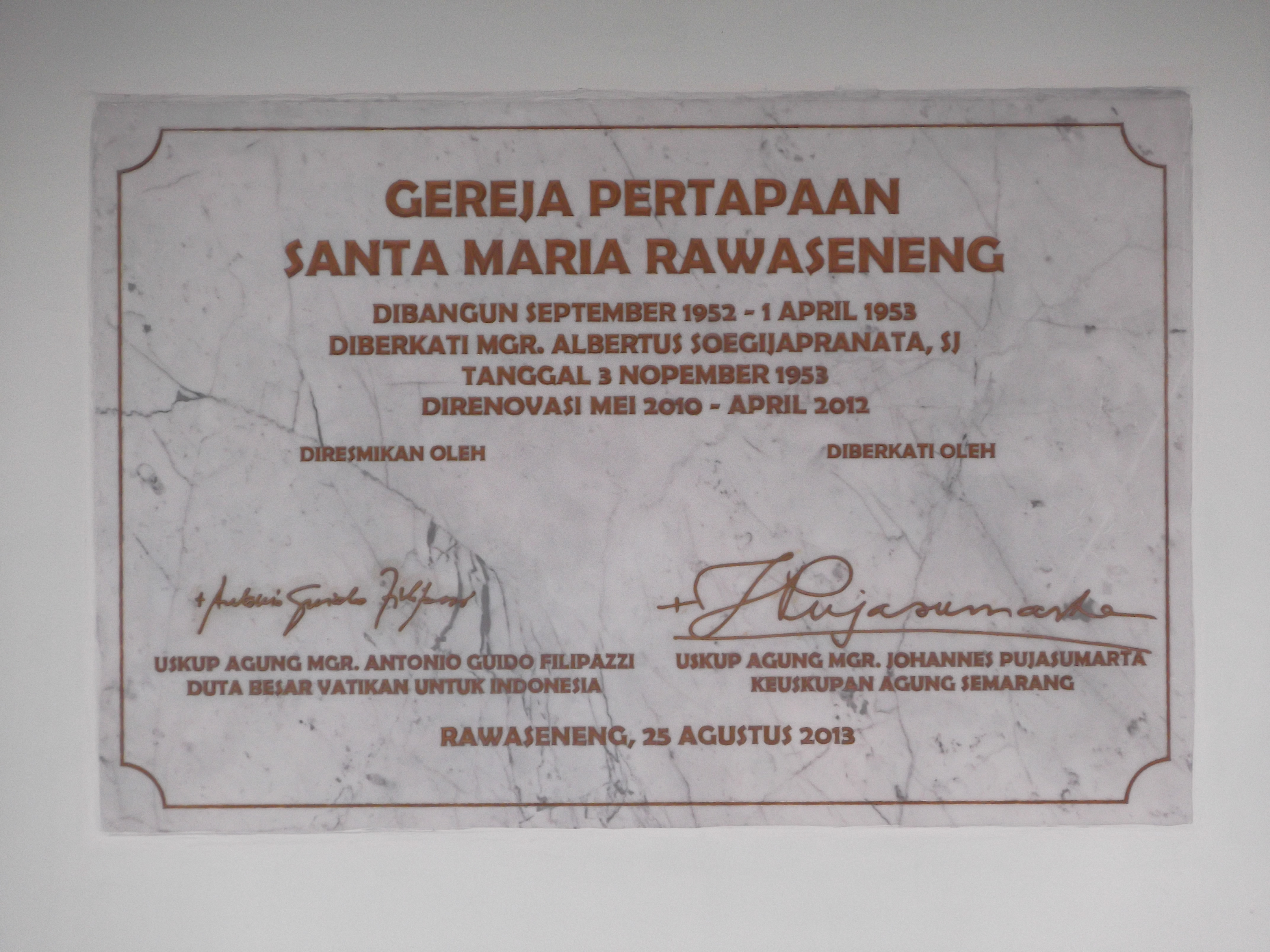
Inscripción en la Iglesia de Monasterio de Santa María Rawaseneng

Johannes Maria Trilaksyanta Pujasumarta (Surakarta, 27 de diciembre de 1949-Semarang, 10 de noviembre de 2015) fue un arzobispo católico indonesio.
Ordenado sacerdote en 1977, Pujasumarta fue nombrado obispo de la Arquidiócesis de Bandung, Indonesia en 2008. En 2010, fue nombrado arzobispo de Semarang. Pujasumarta murió mientras estaba en la oficina.